# Енхбатин Гантуяа
Гантуяа Енхбатин (монг. Гантуяаа Энхбатын; нар. 26 травня 1995) — монгольська борчиня вільного стилю, бронзова призерка чемпіонату Азії, бронзова призерка Кубку світу.

## Життєпис
У 2012 році стала бронзовою призеркою чемпіонату Азії серед кадетів. У 2013 році завоювала срібну медаль чемпіонату Азії серед юніорів. У 2017 та 2018 роках двічі ставала бронзовою призеркою чемпіонатів світу серед молоді.

## Спортивні результати на міжнародних змаганнях

### Виступи на Чемпіонатах світу
| Змагання                        | Збірна   | Вагова категорія          | Місце  |
| ------------------------------- | -------- | ------------------------- | ------ |
| Чемпіонат світу з боротьби 2018 | Монголія | жіноча боротьба, до 62 кг | 7      |
| Чемпіонат світу з боротьби 2019 | Монголія | жіноча боротьба, до 62 кг | 11     |
| Чемпіонат світу з боротьби 2021 | Монголія | жіноча боротьба, до 62 кг | Бронза |

### Виступи на Чемпіонатах Азії
| Змагання                       | Збірна   | Вагова категорія          | Місце  |
| ------------------------------ | -------- | ------------------------- | ------ |
| Чемпіонат Азії з боротьби 2015 | Монголія | жіноча боротьба, до 58 кг | 8      |
| Чемпіонат Азії з боротьби 2016 | Монголія | жіноча боротьба, до 58 кг | Бронза |
| Чемпіонат Азії з боротьби 2017 | Монголія | жіноча боротьба, до 58 кг | 8      |
| Чемпіонат Азії з боротьби 2019 | Монголія | жіноча боротьба, до 62 кг | 10     |

### Виступи на Кубках світу
| Змагання                    | Збірна   | Вагова категорія | Місце  |
| --------------------------- | -------- | ---------------- | ------ |
| Кубок світу з боротьби 2017 | Монголія | команда          | Бронза |
| Кубок світу з боротьби 2019 | Монголія | команда          | 4      |

### Виступи на інших змаганнях
| Змагання                                               | Збірна   | Вагова категорія          | Місце  |
| ------------------------------------------------------ | -------- | ------------------------- | ------ |
| Відкритий кубок Монголії з боротьби 2014               | Монголія | жіноча боротьба, до 58 кг | 5      |
| Гран-прі «Іван Яригін» 2015                            | Монголія | жіноча боротьба, до 58 кг | 7      |
| Кубок Президента Казахстану з боротьби 2015            | Монголія | жіноча боротьба, до 58 кг | Бронза |
| Гран-прі «Іван Яригін» 2016                            | Монголія | жіноча боротьба, до 58 кг | 5      |
| Відкритий кубок Монголії з боротьби 2016               | Монголія | жіноча боротьба, до 58 кг | Срібло |
| Турнір міста Сассарі 2016                              | Монголія | жіноча боротьба, до 58 кг | Бронза |
| Відкритий чемпіонат Польщі з боротьби 2016             | Монголія | жіноча боротьба, до 58 кг | Бронза |
| Чемпіонат світу з боротьби серед студентів 2016        | Монголія | жіноча боротьба, до 60 кг | 5      |
| Гран-прі «Іван Яригін» 2017                            | Монголія | жіноча боротьба, до 58 кг | Бронза |
| Відкритий кубок Монголії з боротьби 2017               | Монголія | жіноча боротьба, до 60 кг | Золото |
| Гран-прі «Іван Яригін» 2018                            | Монголія | жіноча боротьба, до 57 кг | Срібло |
| Гран-прі «Іван Яригін» 2019                            | Монголія | жіноча боротьба, до 62 кг | 5      |
| Відкритий кубок Монголії з боротьби 2019               | Монголія | жіноча боротьба, до 62 кг | Золото |
| Кубок Президента Бурятської Республіки з боротьби 2019 | Монголія | жіноча боротьба, до 62 кг | 5      |
| Відкритий чемпіонат Польщі з боротьби 2019             | Монголія | жіноча боротьба, до 62 кг | 16     |
| Гран-прі «Іван Яригін» 2021                            | Монголія | жіноча боротьба, до 62 кг | Срібло |
| Меморіал Болата Турлиханова 2022                       | Монголія | жіноча боротьба, до 62 кг | Бронза |

### Виступи на змаганнях молодших вікових груп
| Змагання                                      | Збірна   | Вагова категорія          | Місце  |
| --------------------------------------------- | -------- | ------------------------- | ------ |
| Чемпіонат Азії з боротьби серед кадетів 2012  | Монголія | жіноча боротьба, до 56 кг | Бронза |
| Чемпіонат світу з боротьби серед кадетів 2012 | Монголія | жіноча боротьба, до 56 кг | 8      |
| Чемпіонат Азії з боротьби серед юніорів 2013  | Монголія | жіноча боротьба, до 59 кг | Срібло |
| Чемпіонат світу з боротьби серед молоді 2017  | Монголія | жіноча боротьба, до 60 кг | Бронза |
| Чемпіонат світу з боротьби серед молоді 2018  | Монголія | жіноча боротьба, до 62 кг | Бронза |